# Liga Mexicana de Béisbol 2000
La Temporada 2000 de la Liga Mexicana de Béisbol fue la edición 76.
En febrero, José Orozco Topete tomó el cargo de presidente de la liga en sustitución de Gustavo Ricalde que había estado como  interino tras la renuncia de Pedro Treto Cisneros.
Para esta temporada los Rieleros de Aguascalientes se convirtieron en los Pericos de Puebla.
Se continuaba con el formato de 3 zonas (norte, centro y sur) que se había establecido desde 1996. El calendario constaba de 122 partidos divididos en 2 vueltas.

## Equipos participantes
| Liga Mexicana de Béisbol 2000 |                              |           |                                        |                                      |             |
| Zona                          | Equipo                       | Fundación | Ciudad                                 | Estadio                              | Capacidad   |
| Norte                         | Acereros del Norte           | 1974      | Monclova, Coahuila                     | Monclova                             | 8,500       |
| Norte                         | Algodoneros de Unión Laguna  | 1940      | Torreón, Coahuila                      | Revolución                           | 9,500       |
| Norte                         | Broncos de Reynosa           | 1963      | Reynosa, Tamaulipas                    | Adolfo López Mateos                  | 10,000      |
| Norte                         | Saraperos de Saltillo        | 1970      | Saltillo, Coahuila                     | Francisco I. Madero                  | 16,000      |
| Norte                         | Sultanes de Monterrey        | 1939      | Monterrey, Nuevo León                  | Monterrey                            | 22,061      |
| Norte                         | Tecolotes de los Dos Laredos | 1940      | Nuevo Laredo, Tamaulipas Laredo, Texas | La Junta Veterans Field              | 7,800 5,000 |
| Centro                        | Cafeteros de Córdoba         | 1934      | Córdoba, Veracruz                      | "Beisborama"                         | 12,000      |
| Centro                        | Diablos Rojos del México     | 1940      | México, D. F.                          | Seguro Social                        | 25,000      |
| Centro                        | Guerreros de Oaxaca          | 1996      | Oaxaca, Oaxaca                         | Eduardo Vasconcelos                  | 7,200       |
| Centro                        | Pericos de Puebla            | 1938      | Puebla, Puebla                         | Hermanos Serdán                      | 12,112      |
| Centro                        | Tigres Capitalinos           | 1955      | México, D. F.                          | Seguro Social                        | 25,000      |
| Sur                           | Langosteros de Cancún        | 1996      | Cancún, Quintana Roo                   | Beto Ávila                           | 9,500       |
| Sur                           | Leones de Yucatán            | 1954      | Mérida, Yucatán                        | Kukulcán                             | 14,917      |
| Sur                           | Olmecas de Tabasco           | 1975      | Villahermosa, Tabasco                  | Centenario 27 de Febrero             | 8,500       |
| Sur                           | Piratas de Campeche          | 1980      | Campeche, Campeche                     | Leandro Domínguez                    | 6,000       |
| Sur                           | Rojos del Águila de Veracruz | 1903      | Veracruz, Veracruz                     | Deportivo Universitario "Beto Ávila" | 7,782       |

## Posiciones

### Primera Vuelta
| Zona Norte   | Zona Norte | Zona Norte | Zona Norte | Zona Norte | Zona Norte |
| Equipo       | JG         | JP         | PCT        | JV         | PTS        |
| ------------ | ---------- | ---------- | ---------- | ---------- | ---------- |
| Saltillo     | 39         | 22         | .639       | -          | 8          |
| Unión Laguna | 30         | 32         | .484       | 9.5        | 7          |
| Monterrey    | 29         | 33         | .468       | 10.5       | 6.5        |
| Monclova     | 28         | 33         | .459       | 11.0       | 5.75       |
| Dos Laredos  | 28         | 33         | .459       | 14.0       | 5.75       |
| Reynosa      | 26         | 36         | .419       | 13.5       | 5          |

| Zona Centro | Zona Centro | Zona Centro | Zona Centro | Zona Centro | Zona Centro |
| Equipo      | JG          | JP          | PCT         | JV          | PTS         |
| ----------- | ----------- | ----------- | ----------- | ----------- | ----------- |
| México      | 39          | 21          | .650        | -           | 8           |
| Tigres      | 36          | 23          | .610        | 2.5         | 7           |
| Oaxaca      | 30          | 28          | .517        | 6.5         | 6.5         |
| Córdoba     | 28          | 31          | .475        | 10.5        | 6           |
| Puebla      | 22          | 39          | .361        | 17.5        | 5.5         |

| Zona Sur | Zona Sur | Zona Sur | Zona Sur | Zona Sur | Zona Sur |
| Equipo   | JG       | JP       | PCT      | JV       | PTS      |
| -------- | -------- | -------- | -------- | -------- | -------- |
| Yucatán  | 35       | 27       | .565     | -        | 8        |
| Tabasco  | 34       | 28       | .548     | 1.0      | 7        |
| Veracruz | 31       | 30       | .508     | 3.5      | 6.5      |
| Campeche | 30       | 30       | .500     | 4.0      | 6        |
| Cancún   | 21       | 40       | .344     | 13.5     | 5.5      |

### Segunda Vuelta
| Zona Norte   | Zona Norte | Zona Norte | Zona Norte | Zona Norte | Zona Norte |
| Equipo       | JG         | JP         | PCT        | JV         | PTS        |
| ------------ | ---------- | ---------- | ---------- | ---------- | ---------- |
| Saltillo     | 38         | 20         | .655       | -          | 8          |
| Monclova     | 30         | 30         | .500       | 9.0        | 6.75       |
| Monterrey    | 30         | 30         | .500       | 9.0        | 6.75       |
| Unión Laguna | 26         | 33         | .441       | 12.5       | 5.75       |
| Dos Laredos  | 26         | 33         | .441       | 12.5       | 5.75       |
| Reynosa      | 24         | 33         | .421       | 13.5       | 5          |

| Zona Centro | Zona Centro | Zona Centro | Zona Centro | Zona Centro | Zona Centro |
| Equipo      | JG          | JP          | PCT         | JV          | PTS         |
| ----------- | ----------- | ----------- | ----------- | ----------- | ----------- |
| Tigres      | 38          | 21          | .644        | -           | 8           |
| México      | 31          | 26          | .544        | 6.0         | 7           |
| Oaxaca      | 29          | 26          | .557        | 8.5         | 6.5         |
| Puebla      | 28          | 29          | .491        | 9.0         | 6           |
| Córdoba     | 25          | 31          | .439        | 12.0        | 5.5         |

| Zona Sur | Zona Sur | Zona Sur | Zona Sur | Zona Sur | Zona Sur |
| Equipo   | JG       | JP       | PCT      | JV       | PTS      |
| -------- | -------- | -------- | -------- | -------- | -------- |
| Yucatán  | 34       | 25       | .576     | -        | 8        |
| Tabasco  | 32       | 27       | .542     | 2.0      | 7        |
| Veracruz | 30       | 28       | .517     | 3.5      | 6.5      |
| Campeche | 29       | 30       | .492     | 5.0      | 6        |
| Cancún   | 17       | 41       | .293     | 16.5     | 5.5      |

### Global
| Zona Norte   | Zona Norte | Zona Norte | Zona Norte | Zona Norte | Zona Norte |
| Equipo       | JG         | JP         | PCT        | JV         | PTS        |
| ------------ | ---------- | ---------- | ---------- | ---------- | ---------- |
| Saltillo     | 77         | 42         | .647       | -          | 16         |
| Monterrey    | 59         | 63         | .484       | 19.5       | 13.25      |
| Monclova     | 58         | 63         | .479       | 20.0       | 12.5       |
| Unión Laguna | 56         | 65         | .463       | 22.0       | 12.75      |
| Dos Laredos  | 54         | 66         | .450       | 23.5       | 11.5       |
| Reynosa      | 50         | 69         | .420       | 27.0       | 10         |

| Zona Centro | Zona Centro | Zona Centro | Zona Centro | Zona Centro | Zona Centro |
| Equipo      | JG          | JP          | PCT         | JV          | PTS         |
| ----------- | ----------- | ----------- | ----------- | ----------- | ----------- |
| Tigres      | 74          | 44          | .627        | -           | 15          |
| México      | 70          | 47          | .598        | 3.5         | 15          |
| Oaxaca      | 59          | 57          | .509        | 14.0        | 13          |
| Córdoba     | 53          | 63          | .457        | 20.0        | 11.5        |
| Puebla      | 50          | 68          | .424        | 24.0        | 11.5        |

| Zona Sur | Zona Sur | Zona Sur | Zona Sur | Zona Sur | Zona Sur |
| Equipo   | JG       | JP       | PCT      | JV       | PTS      |
| -------- | -------- | -------- | -------- | -------- | -------- |
| Yucatán  | 69       | 52       | .570     | -        | 16       |
| Tabasco  | 66       | 55       | .545     | 3.0      | 14       |
| Veracruz | 61       | 58       | .513     | 7.0      | 13       |
| Campeche | 59       | 60       | .496     | 9.0      | 12       |
| Cancún   | 38       | 81       | .319     | 30.0     | 11       |

| Clasificado a los playoffs |

## Juego de Estrellas
Para el Juego de Estrellas de la LMB se enfrentaron la Liga de Texas contra la Liga Mexicana de Béisbol. Se realizaron 2 partidos. El primero en el Cohen Stadium de El Paso, Texas, Estados Unidos el 18 de mayo, la victoria fue para los texanos por 12-2. El venezolano Álex Cabrera de El Paso Diablos fue elegido el Jugador Más Valioso del partido, mientras que el dominicano Carlos Peña de Tulsa Drillers fue el ganador del Home Run Derby, ambos representantes de la Liga de Texas. El segundo juego se realizó en el Estadio de Béisbol Monterrey el 20 de mayo en Monterrey, Nuevo León, México, en donde nuevamente los texanos se impusieron por 3-0. El estadounidense Jack Wilson de Arkansas Travelers fue designado como el MVP, mientras que el venezolano Álex Cabrera de El Paso Diablos fue el ganador del Home Run Derby, nuevamente representando ambos a la Liga de Texas.

## Postemporada
Calificaron los 2 primeros lugares de cada zona de acuerdo al puntaje y de los 10 equipos restantes califican los 2 mejores porcentajes. Se enfrentan 1° y 8°, 2° y 7°, 3° y 6°, 4° y 5°.
|  | Primer Play Off | Primer Play Off | Primer Play Off |        |           | Segundo Play Off | Segundo Play Off | Segundo Play Off |  |        | Final  | Final | Final |  |
|  |                 |                 |                 |        |           |                  |                  |                  |  |        |        |       |       |  |
|  |                 |                 |                 |        |           |                  |                  |                  |  |        |        |       |       |  |
|  | Tabasco         | Tabasco         | 0               |        |           |                  |                  |                  |  |        |        |       |       |  |
|  | Tabasco         | Tabasco         | 0               |        |           |                  |                  |                  |  |        |        |       |       |  |
|  | Yucatán         | Yucatán         | 4               |        |           |                  |                  |                  |  |        |        |       |       |  |
|  | Yucatán         | Yucatán         | 4               |        | Yucatán   | Yucatán          | 1                |                  |  |        |        |       |       |  |
|  |                 |                 |                 |        | Yucatán   | Yucatán          | 1                |                  |  |        |        |       |       |  |
|  |                 |                 | México          | México | 4         |                  |                  |                  |  |        |        |       |       |  |
|  | Veracruz        | Veracruz        | México          | México | 4         | 2                |                  |                  |  |        |        |       |       |  |
|  | Veracruz        | Veracruz        |                 |        |           |                  |                  |                  |  |        |        |       |       |  |
|  | México          | México          | 4               |        |           |                  |                  |                  |  |        |        |       |       |  |
|  | México          | México          | 4               |        |           |                  |                  |                  |  | México | México | 1     |       |  |
|  |                 |                 |                 |        |           |                  |                  |                  |  | México | México | 1     |       |  |
|  |                 |                 | Tigres          | Tigres | 4         |                  |                  |                  |  |        |        |       |       |  |
|  | Monterrey       | Monterrey       | Tigres          | Tigres | 4         | 4                |                  |                  |  |        |        |       |       |  |
|  | Monterrey       | Monterrey       |                 |        |           |                  |                  |                  |  |        |        |       |       |  |
|  | Saltillo        | Saltillo        | 1               |        |           |                  |                  |                  |  |        |        |       |       |  |
|  | Saltillo        | Saltillo        | 1               |        | Monterrey | Monterrey        | 1                |                  |  |        |        |       |       |  |
|  |                 |                 |                 |        | Monterrey | Monterrey        | 1                |                  |  |        |        |       |       |  |
|  |                 |                 | Tigres          | Tigres | 4         |                  |                  |                  |  |        |        |       |       |  |
|  | Oaxaca          | Oaxaca          | Tigres          | Tigres | 4         | 2                |                  |                  |  |        |        |       |       |  |
|  | Oaxaca          | Oaxaca          |                 |        |           |                  |                  |                  |  |        |        |       |       |  |
|  | Tigres          | Tigres          | 4               |        |           |                  |                  |                  |  |        |        |       |       |  |
|  | Tigres          | Tigres          | 4               |        |           |                  |                  |                  |  |        |        |       |       |  |
|  |                 |                 |                 |        |           |                  |                  |                  |  |        |        |       |       |  |

### Equipo campeón
Para esta temporada se repitió la Serie Final del año pasado entre Tigres y Diablos pero ahora se jugó en el Foro Sol, la nueva casa del béisbol capitalino desde el 2 de junio.
Espn 2 
La serie se decidió en cinco partidos, pero ahora los Tigres dirigidos por Dan Firova derrotaron a los Diablos y así consiguieron su séptimo título.
Tigers Capitalinos Campeón LMB 2000  17 temporadas

## Designaciones
Se designó como novato del año a Pablo Ortega de los Tigres Capitalinos.

## Acontecimientos relevantes
- 19 de mayo: Miguel Ojeda de los Diablos Rojos del México se convierte en el tercer pelotero en la historia en conectar 4 home runs en un juego de 9 entradas; lo hace contra los Acereros del Norte.[3]
- 9 de julio: El dominicano Luis de los Santos, de los Saraperos de Saltillo, en la segunda entrada ante el pitcheo de Hugo Rodríguez, de los Langosteros de Cancún, arribó a 36 juegos consecutivos conectando de hit (marca aún vigente), dejando atrás el récord de 35 que impuso el cubano Roberto Ortiz, de los Diablos Rojos del México en 1948.[4]